# Vyšný Kazimír
Vyšný Kazimír é um município da Eslováquia, situado no distrito de Vranov nad Topľou, na região de Prešov. Tem 7,56 km² de área e sua população em 2018 foi estimada em 187 habitantes.

## Demografia
| Ano:        | 1994 | 2004    | 2014   | 2024   |
| ----------- | ---- | ------- | ------ | ------ |
| Broj ljudi: | 193  | 213     | 196    | 190    |
| Razlika:    |      | +10,36% | -7,98% | -3,06% |

| Ano:               | 2023 | 2024 |
| ------------------ | ---- | ---- |
| Número de pessoas: | 190  | 190  |
| Diferença:         |      | +0%  |